# ジーナ・バッカウアー
ジーナ・バッカウアー（Gina Bachauer 〔ギリシャ語：Τζίνα Μπαχάουερ〕, 1913年5月21日 - 1976年8月22日）はギリシャ人ピアニスト。夫は指揮者のアレック・シャーマン。
父親はオーストリア人。8歳のときアテネで最初のリサイタルを開く。アテネ音楽院でウォルダマール・フリーマンに師事しながら、両親の希望にしたがってアテネ大学で法律を学んだ。その後、パリのエコール・ノルマル・ド・ミュージックでコルトーに師事した。1933年から2年間ラフマニノフにも師事しているとされているが、誤りである。1935年にミトロプーロスの指揮でアテネでデビューを果たし、亡くなるまでに600回以上の演奏会を開いており、第二次世界大戦中に中東において催された連合国軍のための慰安演奏会もそのうちに含まれる。ギリシャ王女イリニのピアノ教師でもあった。ユダヤ系ギリシャ人指揮者モーリス・アブラヴァネルと親しく、そのためしばしばユタ交響楽団とも共演した。没年にジーナ・バッカウアー国際ピアノコンクールが開始された。
さまざまなピアノ協奏曲を得意としていたが、とりわけブラームスの≪第2番≫を得意としていた。
アテネ北部にある旧バッカウアー邸は観光地となっており、世界中から多くの好楽家を集めている。ここでは、在りし日のバッカウアーに倣って野良猫に餌をやることが観光客の慣わしとなっている。